# わいせつ、不同意性交等及び重婚の罪
わいせつ、不同意性交等及び重婚の罪（わいせつ、ふどういせいこうとうおよびじゅうこんのつみ）は、刑法の第2編第22章に規定された犯罪類型の総称。

## 概要
わいせつな行為などをすることによって性的な自己決定権や公序良俗を害する行為を内容とする。この章に規定された犯罪類型は、従来はいずれも社会的法益に対する罪とされていたが、近年では強制わいせつ罪や強制性交等罪などは被害者の性的自己決定権を侵害する個人的法益に対する罪とするのが一般的である。2017年7月13日以降はすべての犯罪については親告罪適用が廃止され非親告罪化されている。

## 犯罪
法定刑については各項目を参照。
- 公然わいせつ罪（刑法第174条）
- わいせつ物頒布罪、わいせつ物販売罪、わいせつ物陳列罪、販売目的わいせつ物所持罪（刑法第175条）
- 不同意わいせつ罪（刑法第176条）、未遂も罰する（刑法第180条）。
- 不同意性交等罪（刑法第177条）、未遂も罰する（刑法第180条）。
- 不同意わいせつ致死傷罪、不同意性交等致死傷罪（刑法第181条）
- 監護者わいせつ罪、監護者性交等罪（刑法第179条）、未遂も罰する（刑法第180条）。
- 16歳未満の者に対する面会要求罪（刑法第182条）
- 淫行勧誘罪（刑法第183条）
  - 営利の目的で、淫行の常習のない女子を勧誘して姦淫させる行為を処罰する犯罪類型。法定刑は3年以下の拘禁刑又は30万円以下の罰金。なお、売春防止法も参照。
- 重婚罪（刑法第184条）

以下、改正により削除された法定刑。
- 準強制わいせつ罪、準強制性交等罪（刑法第178条、削除）、未遂も罰する（刑法第180条）。2023年改正で、それぞれ不同意わいせつ罪、不同意性交等罪に統合[1][2]。
- 強制わいせつ致死傷罪、強制性交等致死傷罪（刑法第181条）。2023年改正で不同意わいせつ等致死傷。

なお、姦通罪（旧刑法第183条）は、戦後まもなく削除された。法改正の経緯についても各項目を参照。

## 公然わいせつ罪の罪数に関する判例
- 前後数回それぞれ異なる多数の観客の前で公然とわいせつな行為をした場合、回数に応じた公然わいせつ罪が成立する（最判昭和25年12月19日刑集4巻12号2577頁）。
- 男女2組のショーに照明を当てて公然わいせつを容易にさせた場合、公然わいせつ幇助罪の単純一罪である（最判昭和56年7月17日刑集35巻5号563頁）。
- 強制わいせつを公然と行った場合、公然わいせつ罪と強制わいせつ罪は観念的競合の関係に立つ（大判明治43年11月17日刑録16輯2010頁）。

## 強制わいせつ罪に関する論点
わいせつの意義及び保護法益については、わいせつを参照。

### 主体・客体
男女の区別なく成立する。

### 目的
判例は、強制わいせつ罪が成立するためには、その行為が犯人の性欲を刺激興奮させ又は満足させるという性的意図のもとに行なわれることを要し、専ら侮辱し、虐待する目的であった場合には、強要罪その他の罪を構成するのは格別、強制わいせつ罪は成立しないとしている（最判昭和45年1月29日刑集24巻1号1頁）。しかし、そもそもこの判決には反対意見も付されており、反対する学説も有力である。

### その他
暴行・脅迫の程度や、客体が13歳未満の者の場合における錯誤があった場合については、強制性交等罪と同じである。